# Henri Marchal
Pour les articles homonymes, voir Marchal.
Henri Marchal (អ្នកជួសជុលប្រាសាទបន្ទាយស្រី), né le 24 juin 1876 à Paris 6e et décédé le 10 avril 1970 à Siem Reap (Cambodge), est un architecte français, mais aussi un explorateur, un archéologue et un philologue et épigraphe affecté à la Conservation d'Angkor, site sur lequel il travailla pendant plus de 40 ans jusqu'à un âge très avancé et donc, membre de l'École française d'Extrême-Orient (EFEO).
Henri Marchal fut Chef Honoraire du service archéologique de l'EFEO et Conseiller technique à la conservation des monuments historiques du Laos (1954-1957).
Les clichés d'Henri Marchal en noir en blanc ont été présentés au musée Cernuschi lors de l'exposition Archéologues à Angkor du 10 septembre 2010 au 2 janvier 2011.

## Biographie
Henri Marchal est né le 24 juin 1876 à Paris, son père Jean-Victor Marchal est ingénieur civil, adjoint de Gustave Eiffel et à sa naissance, il a 39 ans donc probablement né en 1837 tandis que sa mère Émilie Laurentine Virginie Legros en a 26 et donc née en 1850.
À l'âge de 13 ans, et à l'heure où les parisiens découvrent l'Asie, Henri Marchal visite l'Exposition universelle de Paris de 1889 installée sur l'Esplanade des Invalides où il est frappé et émerveillé par un moulage du temple d'Angkor réalisé par l'architecte Lucien Fournereau (1846-1906). Fournereau s'est spécialisé dans l'étude détaillée de l'ancienne ville de d'Angkor Thom dont il lève un plan. Il débute aussi les travaux de dégagements d'Angkor Vat, relève des inscriptions, photographie Angkor et établit des moulages de sculptures qu'il destine au Musée du Trocadéro dont celle d'Angkor à l'Exposition Universelle qui fera durablement rêver le jeune Henri Marchal.
Pendant ce temps, un autre visiteur de l'Exposition un peu plus âgé, Gauguin découvre avec beaucoup d'intérêt l'Indonésie grâce à une reproduction d'un village javanais qui voisine le moulage d'Angkor de Fournereau.
À la suite de cette visite mémorable, Henri Marchal se lance dans des lectures sur les pays lointains avec des auteurs tels Jules Verne et Pierre Loti, et en particulier les écrits et les dessins d'Henri Mouhot (1826-1861) botaniste et explorateur, découvreur d'Angkor qui disparait à l'âge de 35 ans aux environs de Luang Prabang, au Laos. En lisant avidement les écrits, les descriptions illustrées grâce aux nombreux dessins d'Henri Mouhot publiés à titre posthume en 1865, le jeune Henri Marchal décide que son objectif est de sauver les temples.

### Éducation et formation
Henri Marchal devint deux fois bachelier : ès lettres et philosophie au Lycée Louis Le Grand et ès lettres et mathématiques au Lycée Condorcet en 1895, puis il entre à l'École des Beaux Arts de Paris, en section Architecture. Il fut élève de Charles Wable (1846-1908) architecte à Paris, lui-même, élève de Eugène Viollet le Duc (1814-1879) puis de Gaston Redon qui consacra l'essentiel de sa carrière à l'enseignement à l'École. En parallèle de ses études, il travaille pour divers architectes parisiens et donne des conférences dans des "universités populaires" et un cours du soir à l'association polytechnique comme l'indique François Pouillon dans son dictionnaire des orientalistes de langue française.

### Début de carrière en Asie
À la fin de ses études, Henri Marchal sollicite un emploi de sous-inspecteur des Bâtiments civils en Indochine le 3 mai 1904. Le 4 octobre 1904, il devint architecte à Phnom Penh, Cambodge.
En 1905, nommé inspecteur des bâtiments civils du Cambodge, il part en mission en Thaïlande afin d'y préparer le projet d'une nouvelle légation de France. Et, en 1910, il passe le brevet de langue Khmer, langue officielle dans un pays où 21 langues sont parlées, parlée principalement au Cambodge. Cette connaissance de la langue khmère permettra d'ajouter à ses compétences celles de philologue et également d'épigraphe. Cela lui permettra à partir d'écritures anciennes de décrypter et de déchiffrer et expliquer des inscriptions rédigées dans une langue archaïque de textes anciens, de fragments, d'établir des datations ou la destination de monuments, ce, à quoi ils pouvaient servir, leur histoire.

### Collaboration avec l'École française d'Extrême-Orient
Henri Marchal est, alors, nommé Conservateur-adjoint du musée de l'École Française d'Extrême Orient (EFEO)  à Phnom Penh  en tant que responsable de la nouvelle section des antiquités khmères; affecté à Saigon, Indochine.
En 1912, il fut dépêché à Saigon, comme Inspecteur des bâtiments civils de la Cochinchine.

### Angkor

#### Description d'Angkor
La région d'Angkor est dominée par le Siam. Pour retrouver l'intégralité de son territoire, le roi du Cambodge Norodom Ier (1860-1904) place son royaume sous l'Autorité de Napoléon III en signant le traité de protectorat du 11 Août 1863, le Royaume Khmer devient protectorat français ,,. À partir de ce moment, l'état français finance les expéditions vers Angkor.
Les descriptions et travaux de moulage sont réalisés par Louis Delaporte, cartographe et dessinateur. A Paris, le jeune Henri Marchal passionné par Angkor depuis qu'il a vu la maquette à l'Exposition universelle de Paris de 1889, collectionne tous les documents qu'il peut trouver sur Angkor, le Siam et les Khmers avant d'entamer ses études d'architecture. Lorsqu'il entre à l'École des Beaux Arts pour ses études, il est déjà bien déterminé à sauver les temples et spécifiquement Angkor.
Angkor est d'abord un complexe archéologique de monuments, composé de 200 temples, et qui abritait au XIIe siècle plus de 70 000 personnes, parcouru par un réseau hydraulique (Bassins, digues, réservoirs, canaux) sur environ 400 km2.

Angkor Vat - la Pagode de la Ville - à la fois le plus grand des temples et le mieux conservé, est un mix entre les deux bases de l'architecture khmère, le temple-montagne et le temple à galerie, dédié à Vishnu, Dieu suprême de l'hindouisme. Le temple fut construit par Suryavarman II au début du XIIe siècle à Yasodharapura (Angkor actuel). Angkor Vat est progressivement transformé en temple bouddhiste vers la fin du XIIe siècle.
Au XIXe siècle, Angkor est encore un lieu de pèlerinage merveilleusement conservé. Mais les autres temples comme le Bayon orné d'innombrables sculptures sont envahis par la végétation.
Angkor Vat se trouve à environ 6 km au nord de la ville de Siem Reap et du lac de Tonlé Sap et au sud-est de l'ancienne capitale d'Angkor qui était centrée sur le Baphûon.
Henri Marchal poursuit le travail de déblaiement sur Angkor Vat et l'excavation des principaux bâtiments de la place centrale Angkor Thom. Baphuon,  Bayon, Phimeanakas, Preah Pithu, Palais Royal),.

#### Angkor et l'EFEO
Au début de l'année 1901, l'EFEO nouvellement créée, en particulier son premier directeur Louis Finot, confie à l'architecte Henri Dufour et au photographe Charles Carpeaux (fils du célèbre sculpteur Jean-Baptiste Carpeaux), le soin de réaliser des relevés et des moulages. Mais Charles Carpeaux tombe malade et est transporté à Saïgon où il meurt à 34 ans en 1903 alors qu'il était sur le point de revenir en France sur ordre de l'EFEO pour se soigner.
Quelques mois après la mort de Carpeaux, Henri Marchal arrive au Cambodge affecté aux bâtiments civils de Phnom Penh. Son épouse Mary Gerny et sa fille Sapho le rejoindront plus tard. En 1904, Henri Marchal et toute sa famille assistent aux festivités pour le Couronnement du nouveau roi Sisowath.

#### L'épopée Jean Commaille
À partir de 1907, Angkor est officiellement inscrit dans les projets de Conservation de l'EFEO, en 1908, l'EFEO crée une antenne à Siem Reap nommée "la conservation des monuments d'Angkor" située à Phum Boeng Daun Pa, Slorkram, Siem Reap afin d'être sur place pour sauvegarder les temples dispersés sur environ 400 km2 de forêt.
Comme la tâche est immense et le milieu compliqué, l'homme de la situation est Jean Commaille, ancien du Prytanée militaire de La Flèche, mais dont la sensibilité artistique le tournera résolument vers la peinture en tant qu'artiste peintre, puis devint légionnaire en Indochine puis dans le service public mais en visitant Angkor trouva véritablement sa voie dans l'archéologie tout en continuant d'exercer ses talents de peintre. 
En juillet 1908, Jean Commaille devient officiellement le Premier Conservateur du site, chargé de la conservation et de la restauration des monuments d'Angkor mais après en avoir assuré la surveillance à la demande l'EFEO depuis décembre 1907. Il intervint dès début 1907 avec Étienne Lunet de Lajonquière pour débroussailler les premiers monuments nécessitant une intervention d'urgence. La mission de Premier conservateur d'Angkor, Jean Commaille l'assurera avec beaucoup de courage, de dévouement et de détermination jusqu'à sa mort brutale en 1916.
C'est lui qui invite la famille Marchal à Angkor. À cette époque, il fallait 3 à 4 jours pour traverser le grand lac qui sépare Phnom Penh pour gagner les temples en chaloupes et en sampans puis en char à bœufs le long de la rivière pour arriver aux temples.
Jean Commaille consacrera 4 années pour débroussailler et déblayer et déplacer des tonnes de terre apportées par le vent contre les monuments et Angkor Vat en particulier, puis effectuera les premiers sondages. Tous ses efforts seront récompensés : en effet, le réseau des monuments réapparait; digues et chaussées redessinent le réseau hydraulique initial. Mais le 29 avril 1916, Commaille est violemment agressé par des bandits pour lui voler la paie de ses ouvriers. Il décède à son domicile le lendemain, 30 avril. Jean Commaille sera inhumé près du Bayon. À Angkor, après la mort du botaniste Henri Mouhot en 1861, et du photographe Charles Carpeaux en 1903, tous deux ayant succombé de maladie, le meurtre de Prosper Odend'hal (1867-1904) à 37 ans, cette quatrième mort tragique et brutale de Jean Commaille assassiné le 29 avril 1916 mais qui succombe le lendemain est à déplorer.
D'après Maxime Prodomidès dans son livre "Chronique d'une renaissance" dédié aux pionniers de la renaissance d'Angkor, "l'ère Jean Commaille marque l'An I de la Conservation d'Angkor".

#### Henri Marchal Conservateur d'Angkor
En Mai 1916, pour remplacer Jean Commaille, l'EFEO choisit Henri Marchal, qui, à 40 ans, devient ainsi Conservateur des temples d'Angkor et réalise ainsi son vœu le plus cher. Henri Marchal se sent honoré d'être près de ce site magique d'Angkor qui le fascine depuis l'enfance. Cette nomination fait de lui le deuxième Conservateur d'Angkor,,.
En 1919, Henri Marchal fut nommé membre permanent de EFEO et "Conservateur d'Angkor".
Ensuite, il commença aussi le débroussaillage et le déblaiement des autres monuments à la périphérie d'Angkor Thom : Ta Prohm (en 1920), Preah Khan, Neak Pean, Phnom Bakheng (1922–1929), Prasat Kravan (avec Henri Parmentier et Victor Goloubew) et Banteay Srei parmi d'autres.
En 1924, Henri Marchal découvrit les sites des Projets Krol Romeas / Krol Damrei qui occupent une place à part à Angkor. En effet, ce ne sont ni des temples, ni des sanctuaires, ni des fortifications mais des sortes d'enclos construits en latérite auxquels on attribuera les noms pour Krol Romeas d'enclos à rhinocéros et pour Krol Damrei d'enclos à éléphants ; Damrei voulant dire éléphant en khmer. Henri Marchal y entreprendra une campagne de fouilles, cependant encore aujourd'hui, le site recèle plein de mystères,,,.
Henri Marchal a réalisé une étude détaillée sur l'ensemble de la Terrasse des Éléphants ; un chef-d'œuvre de l'art khmer et situé près du centre de la cité d'Angkor Thom, devant les ruines du Palais royal d'Angkor. Son étude fut publiée dès 1937 dans le Bulletin de l'École française d'Extrême-Orient.

### Étude de l'anastylose sur Borobudur à Java puis application à Angkor
En 1930, dès sa nomination à la tête de l'EFEO George Cœdès envoie Henri Marchal à Java en Indonésie pour apprendre les principes de l'anastylose  appliqués sur le temple de Borobudur avec les travaux menés entre 1907 en 1911 par  Theodoor van Erp (1874-1958), officier ingénieur de l’armée royale néerlandaise. Cette méthode de restauration consiste à démonter méticuleusement le monument pierre par pierre pour en faire une inventaire précis, à les numéroter puis à les nettoyer pendant ce temps les fondations sont consolidées, et ensuite on reconstruit sur la base des dessins, plans, clichés préalablement réalisés et en remplaçant discrètement les pièces manquantes.
Cette opération de restauration sur Borobudur en 1835 avait été organisée par le service archéologique des Indes Orientales Néerlandaises, conscient des limites des méthodes utilisées précédemment à Angkor,.
À son retour au Cambodge, en 1930 - 1931, Henri Marchal décide d'appliquer ces méthodes d'anastylose pour la première fois à Angkor au temple de Banteay Srei. En effet, la restauration de ce temple avait été rendu nécessaire après l'affaire de vol d'André Malraux. En 1921, Malraux, sa femme Clara, et Louis Chevasson s'étaient emparé après les avoir découpés, de trois grands morceaux de bas-reliefs soit une tonne de pierres sculptées de Banteay Srei. La police découvrit notamment la chevelure de deux Apsaras dans le sac de Clara Malraux. George Groslier, prévenu par un des guides khmers, joua un rôle décisif pour les intercepter et les faire arrêter par la police.
Les sculptures découpées par Malraux furent déposées au musée national de Phnom Penh avant d'être intégrées dans la restauration du monument conduite par Henri Marchal afin de mettre un terme à de telles exactions.
La restauration du temple Banteay Srei, par anastylose conduite par Henri Marchal, fut réalisée avec succès et fut unanimement reconnue.

### Succession d'Henri Parmentier
En 1933, Henri Marchal laissa le bureau de la Conservation d'Angkor pour remplacer Henri Parmentier comme Chef du service d'archéologie de EFEO.
Henri Marchal succède ainsi à Henri Parmentier (1871-1949), son grand ami, de 5 ans son ainé, sur les chantiers de restauration des sites Cham de l'Art du Champa et Khmers, d'Architecture khmère. Il participa pendant quarante ans aux chantiers de restauration d'Angkor, en particulier du temple du Baphuon.
Henri Marchal poursuit l'anastylose de la galerie extérieure et la consolidation de la tour centrale du Bayon avec la collaboration de Georges Trouve, nommé membre permanent de l'EFEO en 1932. En 1935, Georges Trouve le remplace en tant que Conservateur, mais meurt la même année à l'âge de 33 ans. De ce fait, Henri Marchal doit reprendre la charge de Conservateur d'Angkor qu'il avait cédé à Georges Trouve à l'âge de 59 ans de 1935 à 1937. De 1938 à 1947, il prend le chemin du retour vers la France puis y passe la période de la Seconde Guerre mondiale.

### Seconde Guerre mondiale en France et retour au Cambodge
En 1938, sur la route pour la France, Henri Marchal visite en compagnie de sa femme Mary, l'Inde et Ceylan, qu'il décrit dans "Souvenirs d'un Conservateur", et avant de revenir à Angkor, il mène une mission archéologique à Arikamedu (appelée Virampatnam par les Français), à Pondichery.
Après six mois de voyage, le couple débarque enfin à Marseille au début de la Seconde Guerre mondiale, puis ils s'installent dans la maison familiale de Meudon pendant toute la durée de la guerre, où Mary décédera en 1944.
En 1946, Henri Marchal accepte une mission archéologique sur le site d'Arikamedu situé à Virampatnam près de Pondicherry au Sud de l'Inde de la part de l'écossais Mortimer Wheeler inventeur de la méthode de fouilles dite méthode de Wheeler ou fouille en carré. En effet, Arikamedu est le site de fouilles le plus célèbre dans les années quarante.
Mais l'Asie manque à Henri Marchal, et dès 1947, il est de retour à Angkor où l'École française d'Extrême-Orient le rappelle à cause de l'effondrement d'une galerie du célèbre temple d'Angkor Vat, ce qui constitue une urgence majeure.
En 1947, à l'âge de 71 ans, Henri Marchal remplace Maurice Glaize qui de son côté souhaite retourner en France pour des raisons de contrat et de salaire mal négocié.
Henri Marchal exerce la fonction de Conservateur jusqu'en 1953, c'est-à-dire jusqu'à l'âge de 77 ans. À cette époque, il avait plus de trente cinq ans de service et dans une  interview au New York Times auquel il confia que  « le travail devenait trop dur pour moi»!!!
Bernard-Philippe Groslier (1926-1986) lui succède mais longtemps plus tard en 1960, pendant sept ans, de 1953 à 1960, il n'y eut pas de conservateur à Angkor.
Cependant, dans cette période d'après-guerre, les architectes disponibles se font rares dans une France en pleine reconstruction. De plus, la situation politique devient troublée au Cambodge, pourtant malgré ses 71 ans, Henri Marchal accueille cette proposition de l'EFEO avec grand enthousiasme, il y voit une occasion de reprendre du service dans un métier qu'il affectionne et un pays qu'il considère un peu comme le sien. « Je fus ravi d'avoir l'occasion de m'occuper des vieilles pierres dont, pendant si longtemps, j'avais eu la responsabilité. »
C'est ainsi que de 1948 à 1953, il dirige les travaux de restauration des bâtiments situés sur la route Ouest d'Angkor Wat, de Baphuon (1948), Banteay Srei, Preah Khan et Thommanon (1950). 
Son retour au Cambodge l'enchante.

### Laos
Puis de 1954 à 1957, Henri Marchal fut nommé conseiller technique des monuments historiques et Chef du Département des travaux publics du nouveau Royaume du Laos. En 1964, il publie un ouvrage sur l'Art décoratif au Laos.

### Retraite au Cambodge
C'est son fort attachement pour la civilisation Khmer, pour Angkor et pour le Cambodge qui guida le choix d'Henri Marchal de demeurer à Siem Reap au moment de sa retraite qu'il prit en 1957. En effet, il décide donc de ne plus quitter son pays d'adoption et d'y finir sa vie auprès de sa famille khmère. Henri Marchal reste au Cambodge jusqu'à sa mort le 10 avril 1970 à son domicile de Siem Reap à l'âge de 94 ans, la veille de l'arrivée des Khmers rouges.
D'après Maxime Prodomidès dans son livre : Angkor Chronique d'une renaissance; après une présence de plus d'un demi-siècle au Cambodge, un peu au Laos enfin globalement en Indochine, Henri Marchal fut incinéré dans la pure tradition des Khmers, estimé par eux comme l'un des leurs, considéré comme le génie protecteur des temples il fut surnommé Luk Tà nà.

### Vie personnelle
Henri Marchal a épousé Mary Gerny, artiste qui maîtrise la langue khmère et écrit des poèmes sur le Cambodge dans la revue indochinoise, à qui il composera un recueil de 48 poèmes rédigés au Cambodge pour la plus grande partie, datés de 1902 à 1937. C'est un troublant témoignage d'Henri Marchal à la mémoire de sa femme. Le recueil sera publié en 1945, un an après la mort de Mary Gerny-Marchal.
Après le décès de son épouse, il s'établit avec Nang Nêv qui est couturière, avec qui il a eu une fille Sally. Les deux femmes s'occuperont de lui avec sa demi-sœur Sappho Marchal-Brebion (1904-2000), jusqu'à son décès en 1970.
Sa fille Sappho Marchal-Brébion (1904-2000) qui a accompagné ses parents au Cambodge pendant son enfance et une grande partie de sa vie est devenue dessinatrice spécialiste de l'art khmer. À l'âge de 23 ans, elle publie ses propres dessins et observations Costumes et parures khmèrs d'après les Devatâ d'Angkor-Vat (Paris, 1927). Elle avait déjà illustré de nombreux articles scientifiques écrits par son père puis illustré la publication de  Samdech Thiounn en 1930. Elle publie aussi elle-même des articles et brochures sur la danse cambodgienne.
Sappho Marchal-Brébion a épousé le fils d'Antoine Brébion journaliste-chercheur, auteur de "Bibliographie des voyages dans l'Indochine française du IXe au XIXe siècle",,.

## Publications
- 1918 « Monuments secondaires et Terrasses bouddhiques d'Angkor-Thom », BEFEO 18/8, p. 1-40.
- 1922 « Le temple de Prah Palilay », BEFEO 22, p. 101-134.
- 1924-26 « Les portes monumentales du groupe d'Angkor », AAK 2/1, p. 1-26, pl., ph.
- 1924-26 « Notes sur le Palais Royal d'Angkor Thom », AAK 2/3, p. 303-328.
- 1925 « Pavillons d'entrée du Palais Royal d'Angkor Thom », in Études asiatiques (2), Paris, EFEO/G. van Oest (PEFEO 20), p. 57-78, pl. 32-41.
- 1928  “Guide archéologique aux temples d'Angkor”, Paris  et Bruxelles, Éd. G. van Oest, 218p.
- 1937 « Kutîçvara » et « Notes sur les Terrasses des Éléphants, du Roi lépreux et le Palais Royal d'Angkor Thom », BEFEO 37/2, p. 333-360.
- 1939 La collection khmère, (Musée Louis Finot), Hanoi, EFEO, 170 p., 13 pl.
- 1945 Gery-Marchal Mary. Enthousiasmes Recueillements et Poëmes khmers. Paris, Vieux Ch., 1945. Reliure moderne plein cuir marron. Format 14.5x20cm. 106 p. Rare recueil de poèmes tiré à 200 exemplaires.
- 1948 L'architecture comparée dans l'Inde et dans l'Extrême-Orient, Paris, G. van Oest, 262 p.
- 1951 Le décor et la sculpture khmers, Paris, G. van Oest, 135 p.[47]
- 1957 Le Temple de Vat Phou, province de Champassak, Saigon, Éd. du département des Cultes du Gouvernement royal du Laos, 37 p.
- 1964 L'Art décoratif au Laos 35 pages, édition A. Maisonneuve - Volume 10 ;Volume 12 de Annales du Musée Guimet et du Musée Cernuschi - Volume 10,Partie 2 de Arts asiatiques,ISSN 0004-3958

### Sources à l'EFEO
- « Souvenirs d'un Conservateur », France-Asie 7/66-67 (1951), p. 608-614 ; BSEI 47/1 (n. s., 1972), p. 7-36 ; Artibus Asiae 34/1 (1972), p. 96-101 ; Souvenir d'un ancien conservateur d'Angkor, dactyl., s. l., s. d., 171 p.